# Rêves brisés
Pour plus de détails, voir Fiche technique et Distribution.
Rêves brisés (Broken Dreams) est un film dramatique américain réalisé par Robert G. Vignola et sorti en 1933.
Le film est conservé à la Bibliothèque du Congrès.

## Synopsis
Après la mort de sa femme en couches, Robert Morley ne parvient pas à accepter son jeune fils. Il le confie à son oncle et sa tante et part poursuivre ses études de médecine en Europe. À son retour, six ans plus tard, sa pensée a évolué.

## Fiche technique
- Titre français : Rêves brisés[1]
- Titre original : Broken Dreams
- Réalisation : Robert G. Vignola
- Scénario : Maude Fulton et Olga Printzlau
- Producteur : Trem Carr
- Société de production : Monogram Pictures
- Société de distribution : Monogram Pictures
- Photographie : Robert H. Planck
- Montage : Carl Pierson
- Pays d'origine : États-Unis
- Format : Noir et blanc - 35 mm - 1,37:1 - 1 875 m
- Genre : drame
- Durée : 68 minutes, 72 minutes dans une version précédente[2]
- Date de sortie : 
  - États-Unis : 20 octobre 1933
  - France : 26 janvier 1935[1]

## Distribution
- Randolph Scott : Docteur Robert Morley
- Martha Sleeper : Martha Morley
- Joseph Cawthorn : John Miller
- Beryl Mercer : Hilda Miller
- Buster Phelps : Billy Morley
- Charlotte Merriam : Grace
- Martin Burton : Paul
- Adele St. Maur : Mam'selle
- Sidney Bracey : Hopkins
- Phyllis Lee : Infirmière
- Clarence Geldart : Docteur Fleming
- E. J. Le Saint : Juge Harvey E. Blake
- Finis Barton : Gladys
- Sam Flint : Docteur Greenwood